# Heteroscada reckia
Heteroscada reckia is een vlinder uit de familie Nymphalidae. De wetenschappelijke naam van de soort is voor het eerst geldig gepubliceerd in 1806 door Jacob Hübner.